# Infern - Cant vint-i-unè

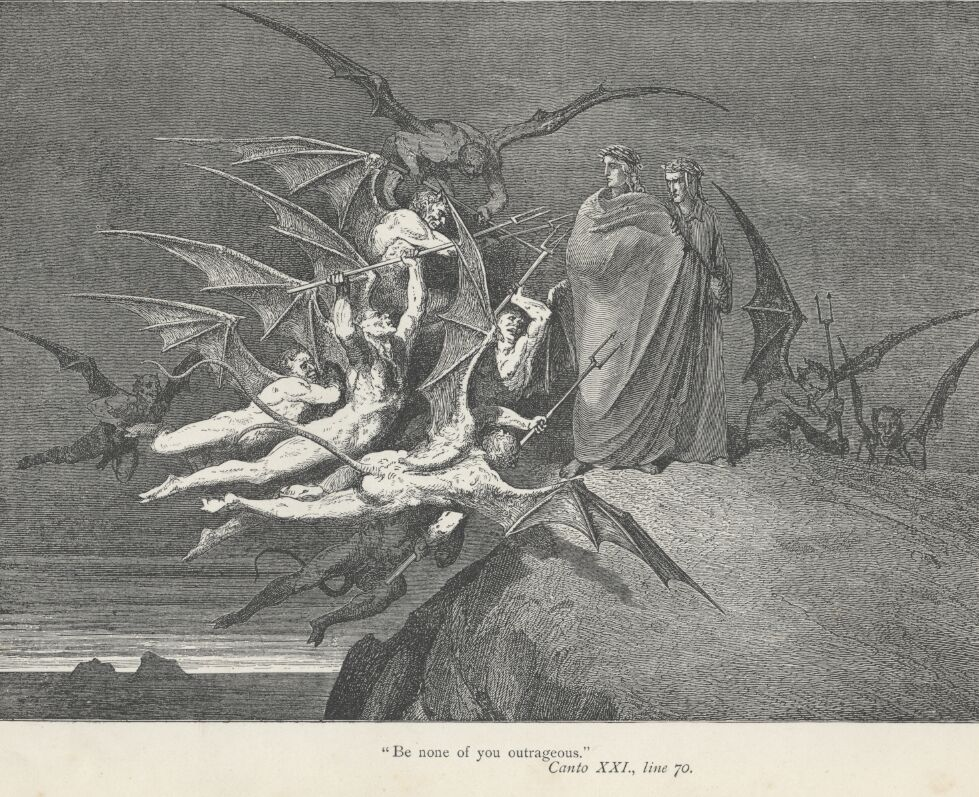
I van girar contra ell tots els punxons; però ell crida:«Que no gose ningú!» (XXI, vv. 71-72). Il·lustració de Paul Gustave Doré.

El vint-i-unè cant de l'Infern de Dante Alighieri té lloc al cinquè fossat del vuitè cercle, on són castigats els estafadors o baraters; som al matí del 9 d'abril de 1300 (Dissabte Sant), o segons altres comentaristes el 26 de març de 1300.
El Cant tracta de les penes a les quals són castigats aquells que van cometre barateria, malversació o estafa principalment amb diners públics, vici en el qual segons Dante destaquen els habitants de Lucca. Es parla també d'un tal Bonturo encara viu que és el més corrupte de tots. Com a guardians hi ha uns diables, anomenats Malabranca, ministres al servei d'aquest fossat. En aquest cant, també es precisa el temps en què es va fer aquesta obra. Tot el cant és molt dinàmic i està estructurat com un diàleg i una acció teatral.

## Anàlisi del Cant

### El fossat dels estafadors i baraters - versos 1-21
Continuant parlant de coses que la meua comèdia calla, Dante i Virgili arriben al cim (la part més alta, érem ja dalt de tot) del pont que dona al cinquè fossat, i mirant cap avall Dante el veu admirablement obscur, a causa d'una pega (pegunta) negra que bull, inflant-se i aplanant-se constantment en la superfície. Per descriure-la Dante comença una llarga descripció, comparant aquesta pega a la que al hivern es fa bullir en l'Arsenal de Venècia. L'hivern era de fet el temps del manteniment dels vaixells i Dante s'allarga descrivint amb minuciositat les activitats dels operaris navals, quan no es pot navegar: hi ha qui renova el buc, hi ha qui estopeja / les costelles del que ha fet molts viatges, / un clava claus a proa, un altre a popa, / hi ha qui fa rems, i un altre que torç corda / o recús la mitjana o la major-; ...i Dante descriu amb una minuciositat tan vívida el quadre, que sembla que el tingui davant, mostrant un profund coneixement dels termes tècnics navals, tant, que alguns han fet la hipòtesi que Dante realment hagi estat a Venècia veient les drassanes, fet que, no obstant això, no es reflecteix en la cronologia de la biografia del poeta.
Per tant, Dante està mirant la pega que bombolleja, però aquí a l'Infern no ho fa per foc que l'escalfi sinó per art divina i envescava els murs pertot arreu. Dante se sorprèn de no veure cap condemnat, sinó sols bombolles.

### Arribada d'un pecador - vv. 22-57
Mentre que el poeta està captivat, observant el fossat, no s'adona d'una ombra negra que se'ls apropa per darrere. «Compte, compte!» l'avisa Virgili, i Dante es gira, però: «com el que tarda / a veure allò de què haurà de fugir», resta immòbil, paralitzat per la por del perill ja massa proper per ser evitat (aquí hem d'observar el suspense que es manté fins que el perill no és explícitament descrit).

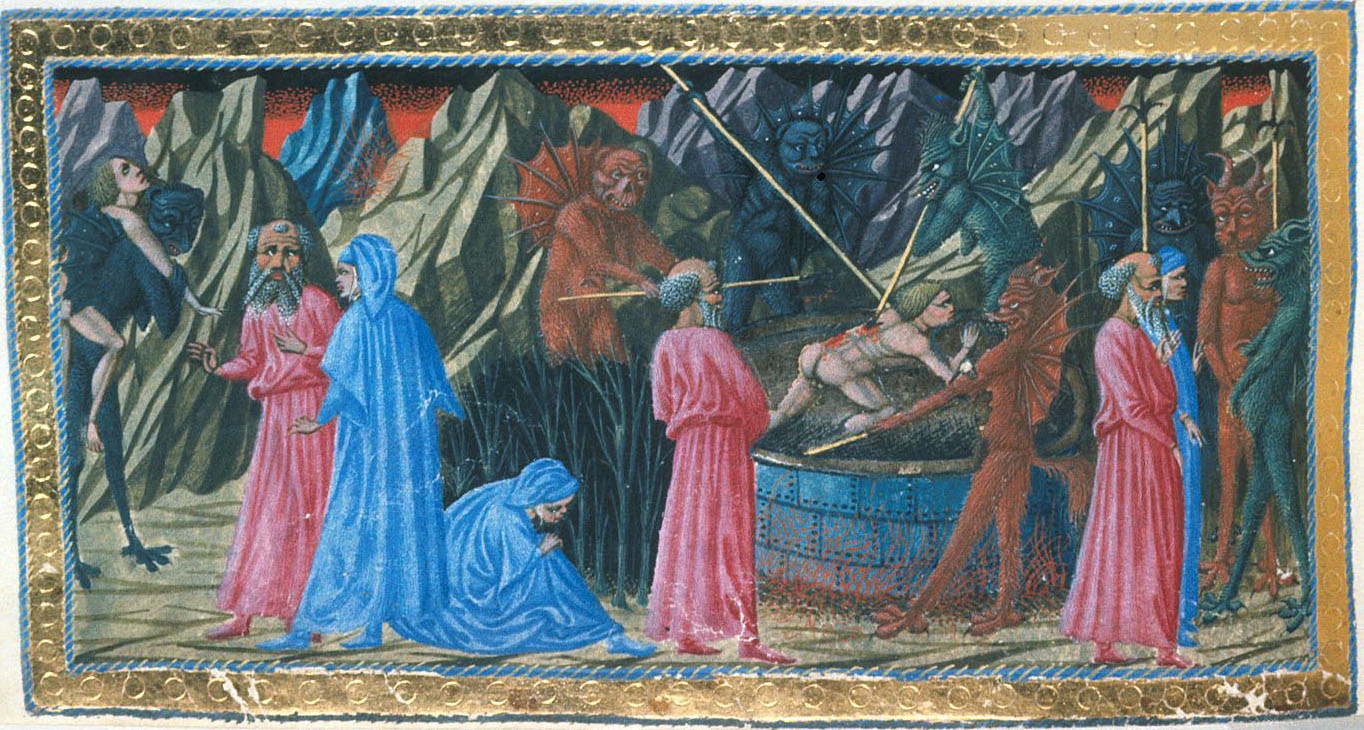
Cant XXI, Priamo della Quercia (XV segle)

És un dimoni negre, que darrere dels dos poetes està pujant pel pont corrent i amb les ales desplegades. Porta sobre les espatlles un pecador: sobre els muscles, aguts i alçats, portava / un pecador carregat per les anques / i l'aferrava pel tendó del peu., és a dir amb un ganxo li travessa el tendó del peu com es fa amb els animals. Com en una farsa, el diable, no s'adona dels dos pelegrins i comença a cridar: (paràfrasi) «Malabranca, ací hi ha un dels ancians (és a dir un dels priors) de Santa Zita! (Lucca era una ciutat devota de la santa). Tireu-lo a dins, que jo me'n torno a aquella ciutat tan abundant en aquests pecadors; allí tots són estafadors, tret de Bonturo (aquesta és una frase irònica, ja que Bonturo Dati era amb renom el més corrupte de tot Lucca); allí un no, amb diners, es transforma en sí (per exemple aprovar una resolució que s'hauria de rebutjar)».
Així veiem que en la pega negra són castigats els baraters o estafadors, que en el vocabulari legal de l'edat mitjana generalment indicava els tramposos que agafaven diners sota el taulell o obtenien altres avantatges amb frau i, per aquest motiu, més concretament, entrarien en aquesta categoria fins i tot els xantatgistes o magistrats corruptes. El contrapàs és bastant genèric i consisteix en el fet que, com que a la vida van actuar de forma encoberta envescant (enganyant) les seves víctimes, ara estan immersos en la foscor negra de la pega (tal com es resumeix en el vers 54): «Ací has de ballar cobert / i ara, si pots, trafica d'amagat.»
Els dimonis, com es dirà a continuació, tenen la tasca d'enganxar (colpejar amb el garfi) a aquells que intenten sortir per sobre de la pega, encara que sigui només a mirar; de forma semblant a com ho fan a la cuina els ajudants del cuiner quan empenyen la carn que emergeix en una olla que bull (vv. 55-57). L'acció d'aquests diables, no es pot interpretar com un contrapàs precís, però la seva presència provocarà un episodi entre divertit i grotesc que tindrà com a tema principal el de la murrieria, i que se seguirà desenvolupant en els dos cants següents.
El dimoni descarrega el condemnat i torna a pujar el pont per marxar, més ràpid que un mastí que persegueix un lladre. S'inicia aquí la llarga i prolífica sèrie de semblances amb animals que Dante utilitza contínuament en aquest fossat: que són degudes, ja a la bestialitat d'aquests condemnats, ja a què vol subratllar l'estil còmic de l'escena que el poeta es prepara per descriure i que s'assembla en l'estructura en tot i per tot a la de les comèdies populars que es representaven en aquell temps.
Segons estudis d'arxiu tenint en compte la data de la seva mort durant el període de Setmana Santa de 1300, el condemnat seria Martino Bottario, membre del consell dels ancians de Lucca.
Després d'haver estat submergit en la pega negra pel diable, el condemnat «torna a pujar» («torna sù convolto»; fet un cabdell o plegat, d'acord amb l'italià antic) per l'ebullició i degotant pega. Llavors els dimonis, amagats sota el pont, comencen a burlar-se'n amb ironia maliciosa: Ací no hi ha un Sant Vult!, que es pot entendre com si el condemnat hagués tornat a pujar a la superfície per pregar davant la sagrada relíquia de la Catedral de Lucca, o bé en manera més blasfema que s'adapta millor al llenguatge dels dimonis, com si el condemnat mostrés el seu rostre, tot negre per la pega, a manera de la Santa Cara, que és precisament un crucifix de fusta negra, per demanar pietat. A continuació, segueix «ací no es nada (per plaer) igual que en el riu Serchio!  I si no vols tastar els nostres garfis no isques per damunt de la pegunta.» «Ací has de ballar cobert, i ara, si pots, trafica d'amagat.», de la mateixa manera que has robat d'amagat.

### Diàleg entre Virgili i Malacua - vv. 58-114
És el moment de sortir a escena per als dos poetes. Virgili amaga Dante tu queda't ajupit, / arrecerat darrere d'una roca («scheggio»,ascla, estella, hem de fer notar que Dante utilitza aquests termes d'extracció més popular i vernacla), i li diu que no es preocupi per ell: no li passarà res perquè coneix el camí perquè ja l'ha fet (Dante ja ho ha sabut per boca del seu mestre en l'episodi narrat a Inf. IX, vv.20-30). Virgili doncs travessa el pont i, arribant al sisè terraplè (que divideix la cinquena fossa de la sisena), es presenta amb el front aixecat com a mostra de seguretat (aquest també com a element de farsa).

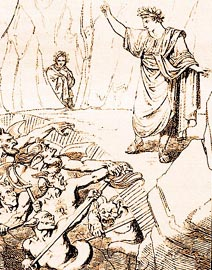
Virgili i els diables amagats sota el pont, illustrazione di Bartolomeo Pinelli (1824)

Igual que els gossos que es llencen contra el pobre que demana almoina, i que es veu obligat a aturar-se, i demanar-la allí on es troba, així és envoltat Virgili pels diables sortits de sota el pont i van girar contra ell tots els punxons. Virgili però, els fa un crit: «Que no gose ningú!», i els atura. A continuació demana de poder parlar amb un d'ells abans de ser atacat pels garfis, llavors Tots van cridar: «Que vaja Malacua!».
Malacua és com el capità d'aquesta tropa de diables (que aviat representaran una paròdia militar) i es presenta a Virgili dient-li Què en trauràs?. Virgili, anomenant al diable pel seu nom, li explica que si ha arribat fins allà baix, «sense temor de tots els atacs vostres» (obstacles infernals), com pot creure ell que fóra possible «si no ho volgueren Déu i un fat propici?». És una variació del tema «vuolsi così colà dove si puote» (així ho volen a dalt, on es pot / allò que es vol, Inf V, vv.23-24). Virgili sorprèn al dimoni amb la seva missió divina i Malacua, atordit, amb un gest descarat de malestar, deixa anar el garfi i recomana als altres diables que no el fereixin.
Virgili, llavors, crida Dante, que s'escapoleix del seu amagatall i s'apressa per arribar fins al seu mestre. Els dimonis s'amunteguen al voltant d'ell amb una cara no gens bona., i el poeta es veu com els soldats d'infanteria pisans de la Rocca de Caprona quan després de la rendició del 6 d'agost de 1289, van sortir desfilant pel mig dels enemics amenaçadors; és un episodi secundari de la batalla de Campaldino al que Dante afirma haver assistit personalment.
Dos dimonis simples de la tropa continuen observant maliciosament Dante que està amagat a l'esquena de Virgili, i es parlen entre ells fingint que Dante no els sent: «Vols que li pegue (amb el ganxo) en la gropa?»; «Sí, clava'l allí.» (expressat amb un llenguatge còmicament tosc dels dos). Malacua que els ha clissat, s'apressa a dir: «Deixa, deixa, Estarrufat!». Aquests dimonis són amenaçadors, però no hi ha res aterridor en les seves accions, Dante no està indignat o horroritzat, és com un simple actor que sap que no té res a témer.

### Data del viatge dantesc - vv. 106-114
L'atenció torna al diàleg de Malacua amb Virgili: «Per aquestes roques no es pot seguir endavant, perquè l'arc sisè, allà a baix, està tot destruït. Si, tanmateix, voleu continuar, passeu amunt per aquesta cornisa; hi ha una altra roca a prop per on hi ha pas. Ahir, cinc hores més tard d'aquesta hora, va fer mil dos-cents i seixanta sis anys que quedà trencat aquest camí» (vv.106-114). És molt notable el sentit grotescament ridícul que Dante ha aconseguit donar amb la seva poesia a aquest diàleg: en tot l'infern bé o malament, tots els guardians i els éssers diabòlics han cedit el pas, però cap d'ells ha començat a donar informació turística als dos pelegrins, excepte aquest pobre diable; a més, la seva precisa menció horària recorda el gag d'un comediant que, amb desinterès aparent, descobreix una dada tan exacta que sembla que no hagi pensat en res més que a calcular-la en els darrers mil anys.
No obstant això, la referència és preciosa per datar l'època imaginada per Dante per al seu viatge: si de fet creia que Jesús havia mort al migdia el 25 de març de l'any 34 (el dia de la Crucifixió es feia coincidir amb l'aniversari de l'encarnació), a partir d'aquests versos sembla que en aquell moment eren les set de la matinada del 26 de març de 1300 i que, per tant, el viatge de Dante va començar el 25 de març de 1300.
Encara que el passatge en qüestió no es refereix a cap solemnitat religiosa, però proporciona una mesura de temps precisa fins a l'hora, alguns comentaristes, assumint que Dante no va considerar mòbil, sinó fixa, la data de Setmana Santa, ho consideren un indici del fet que comença el seu viatge el Divendres Sant, és a dir el 8 d'abril de 1300.

### La patrulla dels diables - vv. 115-139
Malacua segueix el diàleg i envia una tropa de deu dimonis, encarregats de controlar que els condemnats no surtin de la pega, i decideix que acompanyin als dos pelegrins, tranquil·litzant-los: «aneu amb ells, que no us han de fer res». A continuació, comença a cridar als diables un per un:
«Endavant, Xafagebre, Alacaigut»
començà a dir, «i tu també, Grangós;
que Barbarínxol siga el cap dels deu.
Que vinguen Dragonàs, Llebexaloc,
Baconet dels unglots i Rascagossos,
i Focfollet i Cararoja el boig.»
(vv. 118-123)

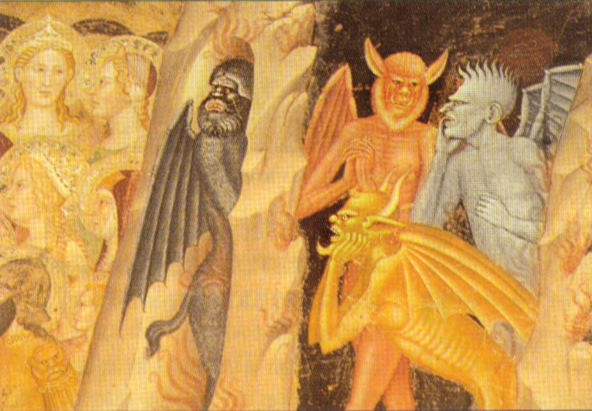
Diables medievals, Andrea di Bonaiuto, detall dels frescos del Cappellone degli Spagnoli (prop de1365), Santa Maria Novella, Firenze

Aquesta pintoresca tropa, que ja ens podem imaginar  pels noms i els diversos adjectius que Malacua atribueix als dimonis, està disposada a manera de tropa militar a punt de marxa. Però Dante està una mica preocupat per aquesta escorta no sol·licitada i tement per part seva alguna sorpresa desagradable, d'amagat se'n lamenta a Virgili: «Ai ai ai, mestre, què és això que veig?» vaig dir; «millor anar sols, sense escorta, si és que tu hi saps anar; per mi no en vull. Si tu estàs tan alerta com fins ara, no veus com ells escarritxen les dents i quins mals amenacen amb les celles?»
Dante de fet ha notat que els dimonis s'entenen entre ells: en el proper cant es descobrirà que Malacua estava mentint deliberadament, i els altres estaven al joc, després de tot, aquest és el cercle dels fraudulents; Virgili, tanmateix, el tranquil·litza ingènuament, dient que aquells són signes que fan per qüestions relatives als condemnats, no per a ells. Aviat veurem de nou (després de l'episodi dels murs de Dite) com Virgili: personificació de la Raó de vegades es deixa enganyar per la malícia, per baixeses tan exagerades i vulgars que per a ell són, al capdavall, inconcebibles.
Els diables es posen llavors en forma d'escamot, amb la llengua disposada entre les dents per imitar el soroll de la partida, esperant el signe del seu cap, és a dir, el seu guia Barbarínxol:
«I ell amb el cul havia fet trompeta»
(v. 139)
Es tanca amb aquest gest obscè, però digníssim de la situació, el primer acte de la comèdia infernal.

### Dante i l'estil còmic
El cant s'obre amb l'esment de la «Comèdia» que  Dante està escrivint, en un incís aparentment marginal però ple de significat: segons la doctrina medieval dels estils, de fet, la Comèdia de Dante seria, per tant, una obra d'estil mitjà amb continguts baixos. Aquesta mediocritat d'estil, oculta en realitat, el sublim cristià exemplificat a la Bíblia, obra humil en la forma, perquè s'adreça a tothom contant la vida de persones simples, però sublim en el contingut, ja que parla de la salvació de tota la humanitat.
El cant, així com els següents que parlen dels estafadors (baraters), és còmic, ja que presenta el que és la típica tendència estilística de la comèdia teatral: l'escena es veu animada per una multitud de personatges les paraules i accions dels quals s'entrellacen amb un ritme viu, (poc habitual en Dante, que està més còmode concentrant-se en figures individuals aïllades); aquest moviment narratiu ja ha estat anticipat en la comparació que s'ha fet entre la pega bullent de l'infern i la de les drassanes de Venècia, on el poeta s'ha allargat a representar amb gran vivacitat tota l'activitat de l'arsenal durant l'hivern, quan els vaixells no poden navegar i hom ocupa del seu manteniment.
El to del cant, primer és burleta, després irònic, sovint amb referències clares al llenguatge popular (com en les paraules dels diables: pegola per pega, accaffi = per agafar, «gliene accocchi»= clava'l allí, «sciorina»=escapa (de la pega), «ed elli avea del cul fatto trombetta»= I ell amb el cul havia fet trompeta, I es va fer un pet,), les altres similituds es prenen de les situacions més humils (la carn flotant galleggia a l'olla, el pobre aturat pels gossos mentre demana almoina). Els diables, en lloc d'estar inspirats en la tradició clàssica com Dante ha fet amb molts altres custodis de l'infern, són descrits a partir de la quimera de les fantasies populars: així mateix, l'enumeració dels seus noms, també contribueix al to particular de la història, tots són inventats, excepte dos que es prenen de la tradició medieval (Alichino, que més tard es convertirà en Arlecchino (Arlequí) en la comèdia teatral, i Farfarello).
I ja en aquesta primera part podem distingir alguns matisos de la comicitat utilitzada: la burla cap a la nova ànima condemnada, que no ha de creure que es troba en el Serchio, la ironia sobre Bonturo, la paròdia heroic-còmica de la marxa militar, la befa blasfema (Ací no hi ha un Sant Vult), el grotesc en els noms i la manera d'actuar dels dimonis, el joc d'astúcies en el diàleg entre Virgili i Malacua, el vulgar plebeu en el pet de Barbarinxol, ...
Alguns crítics del segle xix, a partir de Francesco De Sanctis, van negar l'existència d'un Dante còmic, posant l'accent en canvi en el sarcasme superior, encara que potser van pesar sobre aquestes valoracions, el prejudici de què la poesia consagrada no podia ser còmica. Alguns comentaristes van ressaltar els aspectes bàrbars, d'aquest cant, que també estan presents, però sota una llum totalment desproveïda de dolor i por, o van subratllar una sorpresa del poeta una mica forçada.
Una visió dolorosa d'aquest cant la dona Primo Levi en començar a tenir consciència de què és el camp d'extermini d'Auschwitz, compren aquesta relació entre la violència de l'absurd produïda per sers tragicòmics que manen sobre la vida i la mort i recorda els versos que els diables diuen a l'ànima condemnada que acaba d'arribar, reinterpretats: Aquí a la Santa Faç no es resa! / No es neda com al Serchio, això és pitjor!

## Recitat del Cant Vint-i-unè a la xarxa
- Vittorio Gassman: «[enllaç sense format] https://www.youtube.com/watch?v=tlIH3mWq9k0»
- Arnoldo Foà: «[enllaç sense format] https://www.youtube.com/watch?v=2iIRTeDy5jA»
- Lectura i comentari de Vittorio Sermonti: «[enllaç sense format] https://www.youtube.com/watch?v=dGDPFUivt6c»
- Roberto Benigni: «[enllaç sense format] https://www.youtube.com/watch?v=Y6rTThgO2V0&t=43s»
- Paràfrasi i imatges animades: «[enllaç sense format] https://www.youtube.com/watch?v=6TkMflvv7vM»